# Ishibaea
Ishibaea là một chi rêu trong họ Leskeaceae.